# Edmund Rebmann

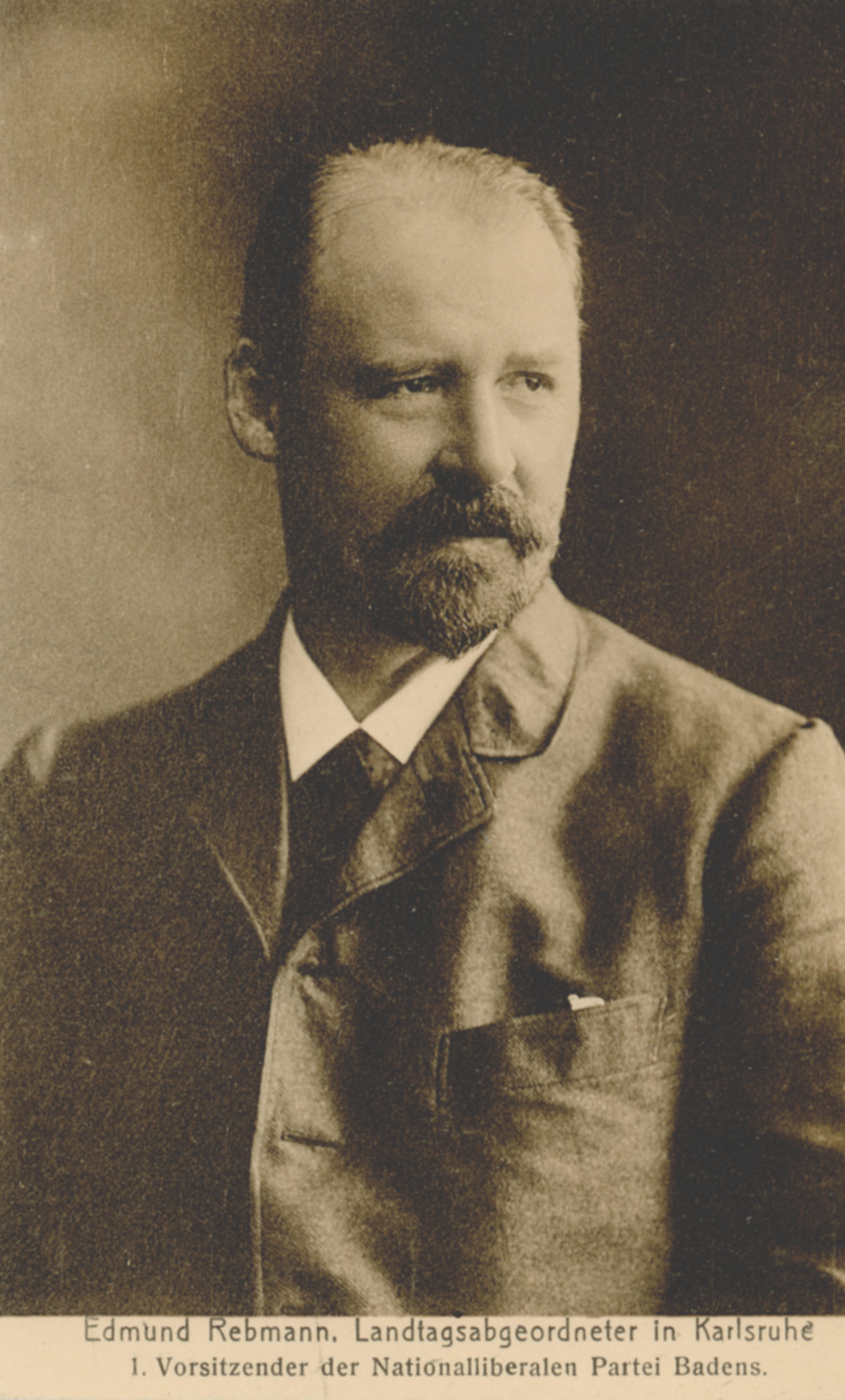
Edmund Rebmann als Landtagsabgeordneter der Nationalliberalen Partei Badens

Edmund Rebmann (* 20. Oktober 1853 in Donaueschingen; † 17. April 1938 in Freiburg) war ein deutscher Realgymnasialdirektor, Politiker und Mitglied des badischen Landtags. 

## Leben
Edmund Rebmanns Vater Fidel Rebmann war Lehrer und Organist in Donaueschingen. Edmund Rebmann engagierte sich sowohl im schulischen als auch im politischen Bereich. So war er Oberschulrat und Realgymnasialdirektor der städtischen Oberschule in Freiburg. Neben seinen Aufgaben als Schulleiter war Rebmann von 1905 bis 1918 Mitglied der Zweiten Kammer des badischen Landtags, in der er als Vorsitzender die Nationalliberale Partei vertrat. 1918 schloss er sich der DDP an, deren Freiburger Wahlkreisorganisation er zeitweise leitete. Rebmann wurde außerdem zum geheimen Hofrat ernannt. Als er 1910 im badischen Landtag für die Simultanisierung der Lehrerseminare stimmte, wurde er in der katholischen Presse scharf angegriffen.

## Veröffentlichungen
- Der menschliche Körper, sein Bau und seine Tätigkeiten mit Gesundheitslehre. 6., verbesserte Auflage. Walter de Gruyter & Co., Berlin 1926 (= Sammlung Göschen. Band 18).